# Nicolae Mihăescu
Nicolae Mihăescu (n. 29 noiembrie 1866, Craiova - d. ?) a fost unul dintre generalii Armatei României din Primul Război Mondial. 
A îndeplinit funcții de comandant de brigadă și divizie în campaniile anilor 1916-1918.

## Cariera militară
După absolvirea școlii militare de ofițeri cu gradul de sublocotenent, în specialitatea geniu, Nicolae Mihăescu a ocupat diferite poziții în cadrul unităților de geniu sau în eșaloanele superioare ale armatei, cele mai importante fiind cele de comandant al Batalionului 1 Pionieri, Regimentelor 17 și 24 Infanterie sau comandant al Brigăzii 19 Infanterie.
A participat la campania din Bulgaria din 1913, în calitate de comandant al Regimentului 17 Infanterie. :p. 217
În perioada Primului Război Mondial, îndeplinit funcțiile de comandant al Brigăzii 19 Infanterie, în perioada 14/27 august 1916 - 1 /13 ianuarie 1918 și comandant al Diviziei 1 Infanterie, în perioada 1 /13 ianuarie 1918 – 21 iunie/3 iulie 1919.
Pe timpul Operațiilor militare postbelice din Transilvania a ocupat succesiv următoarele funcții:
- Comandant al Divizie 1 Infanterie, până la 21 iunie 1919;
- Comandant al Grupului de Nord, de la 21 iunie 1919 până la 29 iulie 1919;
- Guvernator al zonei militare de ocupație, de la 29 iulie 1919 până la 25 februarie 1920;
- Guvernator al zonei militare de ocupație și comandant al „Grupului Tisa”, de la 25 februarie 1920 până la 1 aprilie 1920.[7]:p. 218

## Decorații
- Ordinul „Steaua României”, în grad de ofițer (1913)
- Ordinul „Coroana României”, în grad de ofițer (1912) [1]:p. 432